# Енергетика у Русији
Енергетика у Русији је област националне економије, науке и технологије Руске Федерације, која обухвата енергетске ресурсе, производњу, пренос, трансформацију, акумулацију, дистрибуцију и потрошњу различитих врста енергије.
Потрошња енергије широм Русије у 2020. години износила је 7.863 ТWh. Русија је водећи глобални извозник нафте и природног гаса и четврти је емитер стаклене баште у свету. Од септембра 2019. Русија је усвојила Париски споразум. У 2020. години емисија CО2 по глави становника износила је 11,2 t CО2.
Русија не планира да постане угљенично неутрална пре 2100. године и намерава да експлоатише фосилна горива на Арктику за азијско тржиште.

## Преглед
Русија је нашироко описана као енергетска суперсила. Поседује највеће светске доказане резерве гаса, друге највеће резерве угља, осме највеће резерве нафте, и највеће резерве уљних шкриљаца у Европи. Русија је такође извозник природног гаса, други највећи произвођач природног гаса, други највећи произвођач и извозник нафте, и трећи по величини извозник угља. Руска производња нафте и гаса довела је до дубоких економских односа са Европском унијом, Кином и бившим совјетским и државама источног блока. Током 2010-их, руски удео у снабдевању укупне потражње за гасом у Европској унији (укључујући Уједињено Краљевство) порастао је са 25% у 2009. на 32% у недељама пре руске инвазије на Украјину у фебруару 2022. Русија се у великој мери ослања на приходе од пореза на нафту и гас и извозних тарифа, који су чинили 45% њеног савезног буџета у јануару 2022. Међутим, након инвазије на Украјину, земље ЕУ су санкционисале руска фосилна горива и смањиле њихов увоз. То је приморало Русију да преусмери извоз ка Азији.
Русија је четврти по величини произвођач електричне енергије у свету, и девети по величини произвођач обновљиве енергије у 2019. То је такође била прва земља на свету која је развила цивилну нуклеарну енергију и изградила прву нуклеарну електрану на свету. Русија је такође била четврти највећи произвођач нуклеарне енергије у свету 2019. и била је пети највећи произвођач хидроелектрана 2021.

## Извори енергије
Русија је богата енергетским ресурсима. Русија има највеће познате резерве природног гаса на свету, заједно са другим највећим резервама угља и осмом по величини резервама нафте. То је 32% светских доказаних резерви природног гаса (23% вероватних резерви), 12% доказаних резерви нафте, 10% истражених резерви угља (14% процењених резерви) и 8% доказаних резерви уранијума.
Недавним аквизицијама, Русија је стекла имовину у Црном мору која би могла бити вредна трилионе долара.

### Природни гас
Русија је други највећи произвођач природног гаса у свету и има највеће светске резерве гаса. Русија је некада била највећи светски извозник гаса. Гаспром и Новатек су главни руски произвођачи гаса, али многе руске нафтне компаније, укључујући Росњефт, такође управљају погонима за производњу гаса. Газпром, који је у државном власништву, је највећи произвођач гаса, али је његов удео у производњи опао током протекле деценије, пошто су Новатек и Росњефт проширили своје производне капацитете. Међутим, Гаспром је и даље чинио 68 одсто руске производње гаса у 2021. Историјски гледано, производња је била концентрисана у Западном Сибиру, али су се инвестиције у последњој деценији пребациле на Јамал и источни Сибир и Далеки исток, као и на приобални Арктик.
Русија такође има широку мрежу гасовода за извоз гаса, оба преко транзитних рута кроз Белорусију и Украјину (до краја 2024. године), и путем гасовода који гас шаљу директно у Европу, као што је Турски ток . Руски природни гас је 2021. чинио 45% увоза и скоро 40% потражње за гасом Европске уније.
Крајем 2019. Русија је покренула велики исток гасовода за извоз, отприлике 3.000 km дуг гасовод Снага Сибира, како би се гас са далекоисточних налазишта могао слати директно у Кину . Русија жели да развије гасовод Снага Сибира 2, капацитета 50 милијарди кубних метара годишње, који би снабдевао Кину са западносибирских гасних поља. Још увек нису донети никакви споразуми о снабдевању и коначна одлука о улагању на гасоводу.
Штавише, Русија проширује своје капацитете за течни природни гас (ЛНГ), како би се такмичила са растућим извозом ЛНГ-а из Сједињених Држава, Аустралије и Катара . Русија је 2021. извезла 40 милијарди кубних метара ЛНГ-а, што је чини четвртим највећим светским извозником ЛНГ-а и чини око 8% глобалне понуде ЛНГ-а.
Последњих година Русија се све више фокусира на Арктик као начин повећања производње нафте и гаса. На Арктик отпада преко 80% руске производње природног гаса и око 20% њене производње сирове нафте. Док климатске промене угрожавају будуће инвестиције у региону, оне такође представљају Русији прилику да повећа приступ арктичким трговинским рутама, омогућавајући даљу флексибилност за поморску испоруку фосилних горива, посебно у Азију, под условом да санкције дозволе изградњу специјализованих ЛНГ танкера за разбијање леда.
Русија је 2022. изгубила 75% свог извозног тржишта након руске инвазије на Украјину када је Европска унија донела одлуку да престане да купује руску енергију. 

### Нафта
Русија је главни играч на глобалним енергетским тржиштима. Један је од три највећа светска произвођача сирове нафте, који се бори за прво место са Саудијском Арабијом и Сједињеним Државама. У 2021. руска производња сирове нафте и кондензата достигла је 10,5 милиона барела дневно (барела дневно), што чини 14% укупне светске понуде. Русија има постројења за производњу нафте и гаса широм земље, али највећи део њених поља је концентрисан у западном и источном Сибиру . Кина је највећи увозник руске сирове нафте (чини 20% руског извоза), али Русија извози значајан обим купцима у Европи.
Иако је руска нафтна индустрија доживела период консолидације последњих година, неколико великих играча је остало. Росњефт, који је у државном власништву, највећи је произвођач нафте у Русији. Следи Лукоил, која је највећа приватна нафтна компанија у земљи. Газпром њефт, Сургутнефтегаз, Татнефт и Руссњефт такође имају значајна средства за производњу и прераду. 
Русија има велики капацитет нафтовода за извоз сирове нафте, што јој омогућава да отпрема велике количине сирове нафте директно у Европу, као и у Азију. Отприлике 5.500 km Систем цевовода Друзхба, најдужа светска мрежа цевовода, транспортује 750.000 бпд сирове нафте директно у рафинерије у источној и централној Европи. Тренутно Русија испоручује око 20% укупне европске рафинеријске производње сирове нафте. Године 2012. Русија је лансирала 4.740 km 1,6 милиона бпд нафтовода Источни Сибир—Тихи океан, који шаље нафту директно на азијска тржишта као што су Кина и Јапан . Нафтовод је био део општег енергетског заокрета Русије ка Азији, стратегије усмерене на померање извозне зависности са Европе и искориштавање растуће азијске потражње за нафтом. Русија такође испоручује нафту танкерима из северозападних лука Уст-Луга и Приморска, као и црноморске луке Новоросијск и Козмина на Далеком истоку . Поред тога, Русија такође извози нафту железницом. У 2022. години, велики део гасовода који је испоручивао сирову нафту у Европу је престао, као и већина бродских транспорта сирове нафте у Европу, као резултат санкција.
Процењује се да Русија има капацитет прераде од 6,9 милиона барела дневно и производи значајну количину нафтних производа, као што су бензин и дизел . Руске компаније су провеле последњу деценију улажући у капацитете рафинерије како би искористиле повољно владино опорезивање, као и растућу глобалну потражњу за дизелом. Као резултат тога, Русија је успела да преусмери огромну већину своје производње моторног горива у испуњавање стандарда ЕУ.
Енергетска стратегија Русије даје приоритет самоодрживости бензином, тако да има тенденцију да извози минималне количине. Међутим, руске рафинерије су производиле отприлике дупло више дизела потребног за задовољење домаће потражње и обично су извозиле половину своје годишње производње, већи део на европска тржишта. Русија је 2021. извезла 750.000 барела дизела дневно у Европу, задовољавајући 10% потражње. Тржиште ЕУ за рафинисане нафтне деривате изгубљено је након инвазије Украјине и увођења санкција 2023.

### Угаљ
Русија има друге највеће светске резерве угља, са 157 милијарди тона резерви. Русија је трећи највећи светски извозник угља.  Од руске инвазије на Украјину у пуном обиму 2022. године, европске санкције су приморале Русију да интензивира преоријентацију свог извоза угља ка Азији. Међутим, ограничени жељезнички капацитет према истоку представља озбиљно уско грло за извоз угља у Азију.
Руске резерве угља су широко расуте.  Главна лежишта каменог угља налазе се у басенима Печора и Кузњецк. Канско-Ачински басен садржи огромне наслаге мрког угља . Сибирски басени Лене и Тунгуске су углавном неистражени ресурси, које би вероватно било тешко комерцијално искористити.

### Хидроенергија
Хидроенергија чини око 20% укупне производње електричне енергије у Русији. Земља има 102 хидроелектране у раду, а РусХидро је други највећи произвођач хидроелектране на свету.
Производња хидроелектране (укључујући производњу пумпи) у 2020. била је 196 ТВх, што представља 4,4% светске производње електричне енергије из хидроелектрана. У 2020. години инсталисани хидроелектрични капацитет је био 49,9 ГВ, чиме је Русија седми највећи произвођач хидроелектричне енергије на свету.
Бруто теоријски потенцијал руске хидроресурсне базе је 2.295 ТВх годишње, од чега 852 ТВх се сматра економски изводљивим. Највећи део овог потенцијала налази се у Сибиру и на Далеком истоку.

### Нуклеарна енергија
Нуклеарна енергија је 2020. произвела 216 ТВх електричне енергије, што представља 20% руске производње електричне енергије и 11,8% глобалне производње нуклеарне енергије. У Русији ради тридесет осам нуклеарних реактора који производе 29,4 ГВ електричне енергије. Четири нова реактора су у изградњи, са још тридесет четири у различитим фазама планирања.
Од 2001. године свим руским цивилним реакторима управља Енергоатом. Руски парламент је 19. јануара 2007. усвојио закон којим је створен Атоменергопром – холдинг компанија за сву руску цивилну нуклеарну индустрију, укључујући Енергоатом, произвођача и добављача нуклеарног горива ТВЕЛ, трговца уранијумом Текснабекспорт (Тенекс) и конструктора нуклеарних постројења Атомстројекспорт.
Активности истраживања и развоја уранијума углавном су концентрисане на три источно-уралска уранијска округа (Трансурал, Западни Сибир и Витим). Најважнија област за производњу уранијума била је област Стрелтсовски у близини Краснокаменска у Читинској области . Русија је 2019. била седми највећи произвођач уранијума на свету, са 4,7% глобалне производње.

### Тресет
Упркос шумским пожарима у Русији, делимично због претходног вађења тресета, чак до 2023. неки руски академици су још увек разматрали тресет као гориво.

### Обновљива енергија
Ниске цене енергије, а посебно субвенције за природни гас, ометају развој обновљиве енергије у Русији. Русија заостаје за другим земљама у стварању повољног оквира за развој обновљиве енергије. Нехидроелектрична обновљива енергија у Русији је углавном неразвијена иако Русија има много потенцијалних обновљивих извора енергије.

#### Геотермална енергија
Геотермална енергија, која се користи за грејање и производњу електричне енергије у неким регионима Северног Кавказа и Далеког истока, је најразвијенији обновљиви извор енергије у Русији после хидроелектране. Геотермални ресурси су идентификовани на Северном Кавказу, Западном Сибиру, Бајкалском језеру, Камчатки и Курилским острвима. Године 1966,4 МWе постројење са једним флешом пуштено је у рад у Паужетки (тренутно 11 МWе) праћено 12 МWе геотермална електрана у Верхне Мутновском и 50 МWе Мутновски геотермална електрана. На крају 2005. године инсталисани капацитет за директну употребу износио је више од 307 МWt.

#### Соларна енергија
Процењено је да је бруто потенцијал Русије за соларну енергију 2,3 трилиона тце. Региони са најбољим потенцијалом сунчевог зрачења су Северни Кавказ, подручја Црног мора и Каспијског мора, те јужни делови Сибира и Далеког истока. Овај потенцијал је углавном неискоришћен, иако су могућности за соларну енергију ван мреже или хибридне примене у удаљеним областима огромне. Међутим, изградња једне соларне електране Кисловодскаја СПП (1.5 МW) је одложено.

#### Енергија ветра
Русија има висококвалитетне ресурсе ветра на обалама Пацифика и Арктика и у огромним степским и планинским областима. Велики ветроенергетски системи су погодни у Сибиру и на Далеком истоку (источно од острва Сахалин, југ Камчатке, полуострво Чукотка, Владивосток), степе дуж реке Волге, степе и планине северног Кавказа и на полуострву Кола, где се налазе електроенергетска инфраструктура и велики индустријски потрошачи. Крајем 2006. године укупан инсталисани капацитет ветра био је 15 МW. Главне ветроелектране раде у Калмитској (2 МW), Заполарнаја (1.5 МW), Куликовскаја (5.1 МW), Тјупкилди (2.2 МW) и рт за посматрање (2.5 МW). Студије изводљивости се раде на Калињинградској (50 МW) и Лењинградскаја (75 МW) ветроелектране. Има их око 100 МW пројеката ветра у Калмикији и Краснодарском крају.

#### Енергија плиме и осеке
Мала пилот-електрана на плиму капацитета 400 кВ је изграђен у Кислај Губи код Мурманска 1968. године. Гидро ОГК, подружница Јединственог енергетског система (УЕС) је 2007. године започела инсталацију 1,5 Експериментална ортогонална турбина МВ у Кислаја Губи. Ако се покаже успешним, УЕС планира да настави са Мезен заливом (15.000 МW) и залив Тугур (7.980 МW) пројекти.

## Сектор електричне енергије
Русија је четврти највећи произвођач електричне енергије у свету после Кине, Сједињених Држава и Индије. Русија је 2020. произвела 1.085 ТВх  и извезено 20 ТВх електричне енергије.
Отприлике 60% руске електричне енергије производи се из фосилних горива, 20% из хидроелектричне енергије, 20% из нуклеарних реактора. Производња обновљиве енергије је минимална.
Русија извози електричну енергију у земље ЗНД, Естонију, Летонију, Литванију, Кину, Пољску, Турску и Финску.

## Милијардери
Руски милијардери у области енергетике према Форбсу 2013. године укључивали су 41. Михаила Фридмана (16,5 милијарди долара), 47. Леонида Мајкелсона (15,4 милијарде долара), 52 Виктора Векселберга (15,1 милијарди долара), 55 Вагита Алекперова (14,8 милијарди долара), 56 Андреја Мељниченка (16,5 милијарди долара), 16 милијарди долара Тимченко (16,2 милијарде долара). 103 Немачки Кан (10,5 милијарди долара), 138 Алексеј Кузмичов (8,2 милијарде долара), 162 Леонид Федун (7,1 милијарде долара), 225 Петар Авен (5,4 милијарде долара), 423 Владимир Богданов (3,2 милијарде долара), 458 Михаил Гуцеријев ( 2 милијарде долара), 2 милијарде долара, 3 милијарде долара, 76па Макаров (1,9 милијарди долара), 882 Анатолиј Скуров (1,7 милијарди долара), 974 Владимир Гридин и породица (1,5 милијарди долара), 974 Андреј Косогов (1,5 милијарди долара), 1031 Фаркхад Ахмедов (1,4 милијарде долара), 1088 Александар Путилов (1,35 милијарди долара), 1,35 милијарди долара, 15 милијарди долара (1,35 милијарди долара), 15 милијарди долара. 1175 Константин Григоришин (1,2 милијарде долара). 

## Извори
This article incorporates text from a free content work.  Licensed under CC BY 4.0 License statement: Frequently Asked Questions on Energy Security,   International Energy Agency. To learn how to add open license text to Wikipedia articles, please see this how-to page. For information on reusing text from Wikipedia, please see the terms of use.
 This article incorporates text from a free content work.  Licensed under CC BY 4.0 License statement: Energy Fact Sheet: Why does Russian oil and gas matter?,   International Energy Agency. To learn how to add open license text to Wikipedia articles, please see this how-to page. For information on reusing text from Wikipedia, please see the terms of use.